# Copa da Escócia de 1967–68
A Copa da Escócia de 1967-68 foi a 83º edição do torneio mais antigo do futebol da Escócia. O campeão foi o Dunfermline Athletic F.C., que conquistou seu 2º título na história da competição ao vencer a final contra o Heart of Midlothian F.C, pelo placar de 3 a 1.

## Premiação
| Copa da Escócia de 1967-68                    |
| Escócia                                       |
| --------------------------------------------- |
| Dunfermline Athletic F.C. Campeão (2º título) |